# Падерина, Наталья Фёдоровна
Наталья Фёдоровна Падерина (ранее — Ахмертдинова, 1 ноября 1975 года, Свердловск) — стрелок из пистолета, член сборной России по пулевой стрельбе, серебряный призёр Олимпиады 2008 года в Пекине. Заслуженный мастер спорта России.

## Биография
Начала заниматься стрельбой в Свердловске под руководством тренера И. Билых
Входит в состав сборной команды России с 1994 года. Выступает за ЦСК ВВС (Самара). Окончила Воронежский ГУФК.
Замужем, воспитывает двоих детей, живёт в Ижевске.
Хобби — чтение, рукоделие, активный отдых.

## Спортивные достижения
| Соревнования/Год                                        | 1994 | 1995 | 1996 | 1997 | 1998 | 1999 | 2000 | 2001 | 2002 | 2003 | 2004 | 2005 | 2006 | 2007 | 2008 |
| ------------------------------------------------------- | ---- | ---- | ---- | ---- | ---- | ---- | ---- | ---- | ---- | ---- | ---- | ---- | ---- | ---- | ---- |
| Летние олимпийские игры (Пневматический пистолет, 10 м) |      |      |      |      |      |      |      |      |      |      | 5    |      |      |      | 2    |
| Чемпионаты мира (личные соревнования, 10 м)             |      |      |      |      |      |      |      |      |      |      |      |      | 1    |      |      |
| Чемпионаты Европы (личные соревнования, 10 м)           |      |      |      |      |      |      |      |      |      | 3    | 1    |      |      |      |      |
| Чемпионаты Европы (командные соревнования, 10 м)        |      |      |      |      |      |      | 2    |      |      | 1    | 3    |      |      |      |      |
| Чемпионаты Европы (командные соревнования, 25 м)        |      |      |      |      |      |      |      | 1    |      | 2    |      |      |      |      |      |
| Кубки мира                                              |      |      |      |      |      |      |      | 3    |      | 3    | 3    |      |      |      |      |
| Чемпионаты России                                       |      |      |      |      |      |      |      |      |      |      |      |      |      |      |      |

## Награды
- Медаль ордена «За заслуги перед Отечеством» II степени (2009)[2]
- Почётная грамота Екатеринбургской городской Думы (2004)[3]